# Alexander von Hierapolis
Alexander von Hierapolis (* im vierten Jahrhundert; † im fünften Jahrhundert in Ägypten) war Bischof von Hierapolis Bambyce in der römischen Provinz Syrien.

## Leben und Werk
Alexander war Bischof von Hierapolis und Metropolit der Provinz Syria Euphratensis. Er trat auf und nach dem ersten Konzil von Ephesos 431 (Drittes Ökumenisches Konzil) als heftiger Gegner des Kyrill von Alexandria und als Führer des linken Flügels der Antiochenischen Schule (siehe auch Nestorius) hervor. Er unterzeichnete den Protest gegen die erste Sitzung des Konzils, erklärte sich gegen das Unionssymbol, suchte die Verständigung zwischen Kyrill und den Antiochenern nach Möglichkeit zu hintertreiben und beharrte in der Opposition. Er blieb auch dann noch dabei, als die gemäßigteren Anhänger des Nestorius, allen voran Theodoret, auf der Synode von Zeugma, an der sich Alexander nicht beteiligte, die Orthodoxie Kyrills anerkannt hatten. Nach mehrfacher Vermahnung wurde Alexander abgesetzt und nach Famothis in Ägypten verbannt, wo er schließlich starb.
Beschrieben wurde sein Leben in den Briefen seines Freundes und Verehrers Theodoret. Er stellte ihn dar als einen heiligen und frommen Mann, der vom Volk geliebt wurde, aber unbeeinflussbar auf der Linie des nach seiner Meinung rechten Glaubens blieb. Als alle Maßnahmen gegen ihn nicht fruchteten, wurde er durch kaiserlichen Erlass nach Ägypten verbannt.